# Adolf Buff
Adolf Buff (* 1. September 1838 in Gießen; † 30. August 1901 in Augsburg) war ein deutscher Erzieher und Archivar.

## Leben
Adolf Buff wurde als ältester Sohn des Physikers und Chemikers Heinrich Buff geboren. Nach dem Besuch des Gymnasiums in Gießen studierte er an der Ludwigsuniversität Gießen und der Rheinischen Friedrich-Wilhelms-Universität Bonn Literatur- und Geschichtswissenschaften. 1858 wurde er im Corps Hassia Gießen recipiert. Im selben Jahr schloss er sich dem Corps Rhenania Bonn an.
Nach dem Studium ging Buff 1862 nach London, wo er auf Empfehlung von August Wilhelm von Hofmann Erzieher von Leopold, dem jüngsten Sohn von Victoria (Vereinigtes Königreich) und Albert von Sachsen-Coburg und Gotha, wurde. In London widmete er sich literarischen, historischen und nationalökonomischen Studien. Auf Einladung von Justus von Liebig ging er nach München, wo er an der dortigen Universität 1868 zum Dr. phil. promoviert wurde. 1871 wurde er in Berlin Lehrer der preußischen Prinzen Wilhelm und Heinrich und begleitete das deutsche Kronprinzenpaar Victoria und Friedrich Wilhelm auf einer Englandreise.
1875 wurde Buff zum Archivrat und Vorstand des Stadtarchivs Augsburg berufen, dessen Bestände er grundlegend neu ordnete. Er publizierte zahlreiche historische und kunsthistorische Schriften und gehörte seit 1876 der Redaktion der Zeitschrift des Historischen Vereins für Schwaben und Neuburg an.
Buff war seit 1876 mit Eugenie Hohenadel verheiratet. Sie hatten einen Sohn. Charlotte Buff, Vorbild der Lotte in Goethes Die Leiden des jungen Werthers, war seine Großtante.

## Schriften
- Verbrechen und Verbrecher in Augsburg in der 2. Hälfte des 14. Jahrhunderts. In: Zeitschrift des Historischen Vereins für Schwaben und Neuburg. Band 4, 1877, ZDB-ID 958221-6, S. 160–231.
- Wendel Dietrich. Urkundliche Nachrichten über sein Leben und seine Thätigkeit. In: Zeitschrift des Historischen Vereins für Schwaben und Neuburg. Band 15, 1888, ZDB-ID 958221-6, S. 89–149.
- Der Apotheker Claus Hofmair, die Augsburger Apotheker des 14. Jahrhunderts und Magister Ulrich Hofmair, Protonotar von Kaiser Ludwig dem Bayer. In: Zeitschrift des Historischen Vereins für Schwaben und Neuburg. Band 16, 1889, ZDB-ID 958221-6, S. 161–204 (Online-Ausgabe).
- Mozarts Augsburger Vorfahren. In: Zeitschrift des Historischen Vereins für Schwaben und Neuburg. Band 18, 1891, ZDB-ID 958221-6, S. 1–36.
- Augsburg in der Renaissancezeit. 1893.
- Alt-Augsburg. 1898.
- Eine Episode aus der Kunst- und Industriegeschichte in der 2. Hälfte des 18. Jahrhunderts, in: Der Sammler, Heft 122, München 1900, S. 2–4.